# Guinea Ecuatorial Airlines
Guinea Equatorial Airlines (GEASA) és una aerolínia amb base a Malabo, Guinea Equatorial. Fou establerta i inicià les operacions en 1996 i opera en vols domèstics. La seva base principal es troba a l'Aeroport Internacional de Malabo.
L'aerolínia es troba en la Llista negra d'aerolínies de la Unió Europea.

## Flota
La flota de Guinea Ecuatorial Airlines inclou els següents aparells (en febrer de 2015):
- 3 Yakovlev Yak-40
- 1 Antonov An-72
- Endemés, l'aerolínia opera un Boeing 767-300ER per a Ceiba Intercontinental Airlines.